# Hydrorion brachypterygius
L'idrorione (Hydrorion brachypterygius) è un rettile marino estinto, appartenente ai plesiosauri. Visse nel Giurassico inferiore (Toarciano, circa 185 milioni di anni fa) e i suoi resti sono stati ritrovati nel giacimento di Holzmaden, in Germania.

## Descrizione
Come tutti i plesiosauri, l'idrorione era dotato di quattro zampe trasformate in pinne, di un corpo appiattito e di un lungo collo sulla cui cima si trovava una piccola testa. Rispetto ad altre forme primitive, il collo era notevolmente lungo e la testa ancora più corta, dotata di ampie finestre per l'inserzione di potenti muscoli. Le zampe, inoltre, erano relativamente corte ma molto potenti (da qui l'epiteto specifico brachypterigius, che significa "pinna corta").

## Classificazione
Descritto per la prima volta nel 1923 da Fredrich von Huene, questo animale venne inizialmente considerato una specie appartenente al genere Plesiosaurus. Solo nel 2006 venne ridescritto come una forma a sé stante, più specializzata di Plesiosaurus; Hydrorion è stato quindi attribuito alla famiglia degli elasmosauridi, che comprendeva i grandi plesiosauri del Cretaceo dai colli eccezionalmente allungati.
Studi più recenti (Ketchum e Benson, 2010) hanno invece sottolineato le affinità di questa forma con il ben noto Plesiosaurus, includendola nella famiglia dei plesiosauridi, tipica del Giurassico inferiore. In particolare, si sono riscontrate notevoli somiglianze con Microcleidus e Occitanosaurus, altri due rappresentanti della famiglia. 

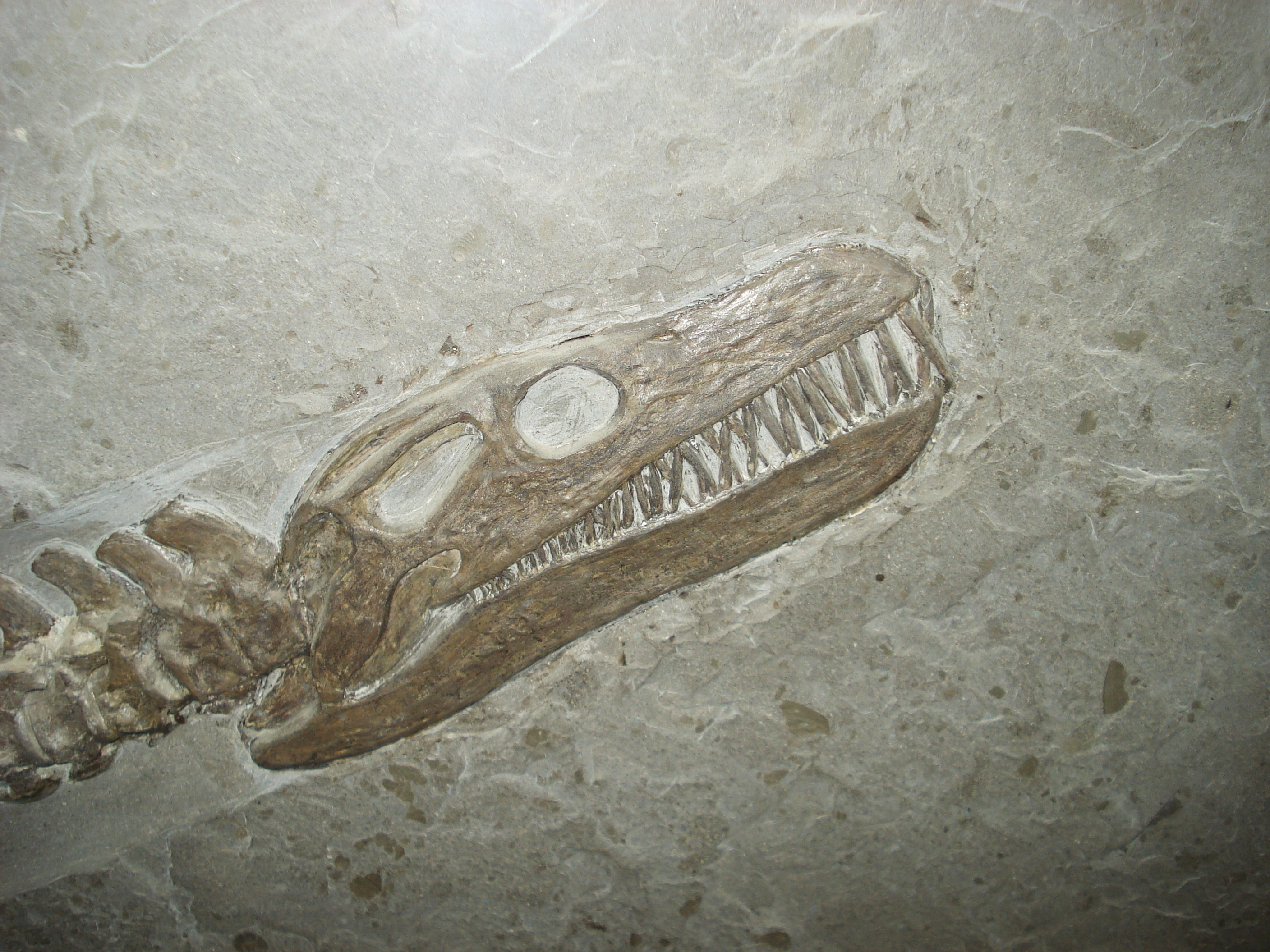
Cranio di Hydrorion

Hydrorion brachypterygius è stato poi considerato un rappresentante del genere Microcleidus, in un clade di plesiosauri del Giurassico inferiore noto come microcleididi (Benson et al., 2012).

## Stile di vita
L'idrorione (il cui nome deriva da hydro - acqua e Orion - Orione il cacciatore) era senza dubbio un predatore marino. L'analisi delle ossa craniche ha permesso agli scienziati di ipotizzare che vi fosse una notevole muscolatura, e che questa fosse utilizzata dall'animale per esercitare un potente morso. Inoltre, la forma delle zampe fa supporre che l'idrorione fosse un nuotatore molto capace, in grado di effettuare manovre complesse. Gli studiosi hanno ipotizzato che le sue prede abituali fossero veloci pesci ossei, come Leptolepis. Nello stesso giacimento di Holzmaden è stato rinvenuto un altro plesiosauro, Seeleyosaurus, più adatto alla caccia di molluschi cefalopodi.

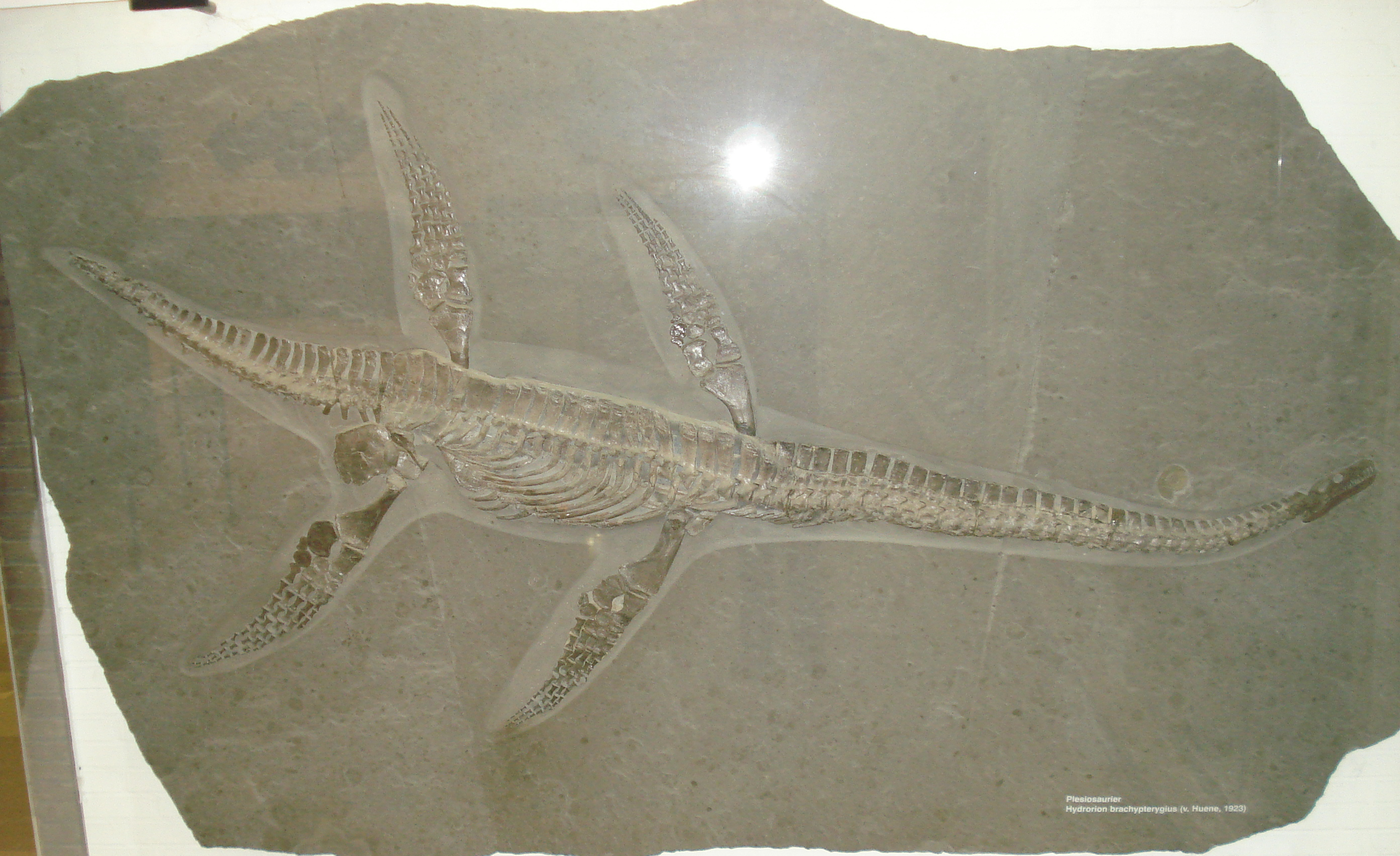
Fossile di Hydrorion